# Mikroregion Franca

Mikroregion Franca

Mikroregion Franca – mikroregion w brazylijskim stanie São Paulo należący do mezoregionu Ribeirão Preto.

## Gminy
- Cristais Paulista
- Franca
- Itirapuã
- Jeriquara
- Patrocínio Paulista
- Pedregulho
- Restinga
- Ribeirão Corrente
- Rifaina
- São José da Bela Vista